# Burgwall Clausdorf
Der Burgwall von Clausdorf, einem Ortsteil der Gemeinde Kittendorf im Landkreis Mecklenburgische Seenplatte liegt direkt an der Landstraße von Hungerstorf nach Clausdorf. Der slawische Burgwall in Form einer Niederungsburg lag an der Kittendorfer Peene und grenzte direkt an das nördliche Ufer des Großen Varchentiner Sees. 
Die Wallburg hatte einst einen Durchmesser von 70 bis 80 m. Die Burgreste wurden beim Bau der modernen Straße halb zerstört, so dass heute nur mehr ein Halbkreiswall erhalten ist. Dieser ist im Norden noch ca. sechs bis sieben Meter hoch. Nach Anlage der Burg muss es sich um eine stark befestigte lokale Fürstenburg der Tollenser oder Zirzipanen aus der jungslawischen Zeit des 11./12. Jahrhunderts gehandelt haben. 
Ein Burgtor kann man im östlichen Bereich der Anlage erahnen. 
Möglicherweise handelte es sich hier um eine Grenzburg, da noch mehrere Burgen an dem kleinen Fluss bis zum Kummerower See lagen. Sie hat eine große Ähnlichkeit mit der komplett erhaltenen Burg in Neu-Kentzlin. 
Vor Ort gibt es Sitzmöglichkeiten und einen Stein mit einer Informationstafel.